# قطعنامه ۱۰۱۸ شورای امنیت
قطعنامه  ۱۰۱۸ شورای امنیت سازمان ملل متحد که در تاریخ ۰۷ نوامبر ۱۹۹۵ تصویب شد، سندی بین‌المللی دربارهٔ دیوان بین‌المللی دادگستری است. این قطعنامه طی نشست ۳۵۹۰ام با ۱۵ رای موافق، ۰ مخالف و ۰ ممتنع تصویب شد.